# Mikrus ugandensis
Mikrus ugandensis  (лат.) — вид аранеоморфных пауков из семейства пауков-скакунов (Salticidae), выделяемый в монотипный род Mikrus. Распространены в Восточной Африке: на территории Кении и Уганды. Родовое название на польском языке означает «карлик», а видовой эпитет — одну из стран, на территории которых распространены представители этого вида.

## Описание
Мелкие пауки длиной около 3 мм. Окраска тела светло-коричневая с чёрными кольцами вокруг глаз. Карапакс овальный, светло-бурый, покрыт тонкими коричневыми волосками. Клипеус очень низкий. Глазное поле короткое, тёмно-коричневое, металлически блестящее. Брюшко овальное, серовато-коричневое с желтыми нерегулярными поперечными полосами и тремя парами белёсых пятен. Ноги жёлтые (кроме бурой первой пары). Длина головогруди 1,3—1,4 мм (ширина 0,9—1,0; высота 0,4—0,5), длина брюшка 1,2—1,4 мм (ширина 0,8—0,9 мм).